# Zone sauvage de Käsivarsi
La zone sauvage de Käsivarsi est la plus populaire des zones sauvages de Finlande. Comme les autres zones sauvages, il s'agit d'une aire protégée créé en 1991 afin de conserver le caractère sauvage des zones et la culture sami qui y est pratiquée. C'est la deuxième plus vaste zone sauvage de Finlande avec 2 206 km2. La zone de Käsivarsi est la seule zone de Finlande située dans les Alpes scandinaves, et elle contient ainsi tous les sommets de plus de 1 000 m du pays dont en particulier Halti, point culminant. Aucune route n'existe dans la zone, mais elle est habitée en partie de l'année par des Samis du village Raittijärvi.